# 林斯科特 (內布拉斯加州)
林斯科特（英語：Linscott）是位於美國內布拉斯加州布萊恩縣的非建制地區。

## 歷史
林斯科特的郵局於1887年設立，其後於1921年停運。

## 地理
林斯科特所處的海拔為高於海平面825米（即2707英呎），而該地所採用的時區為UTC-6，即北美中部时区（CST）。同時該地設有夏令時間，為UTC-6調快一小時，即UTC-5（CDT）。